# Simulium languidum
Simulium languidum är en tvåvingeart som beskrevs av Davies och Gyorkos 1988. Simulium languidum ingår i släktet Simulium och familjen knott.
Artens utbredningsområde är Sri Lanka. Inga underarter finns listade i Catalogue of Life.